# Associazione Calcio Udinese 1945-1946
Questa voce raccoglie le informazioni riguardanti l'Associazione Calcio Udinese nelle competizioni ufficiali della stagione 1945-1946.

## Rosa
| N. |                   | Ruolo | Calciatore         |
| -- | ----------------- | ----- | ------------------ |
|    | Italia (bandiera) | D     | Marco Barbot       |
|    | Italia (bandiera) | D     | Berini             |
|    | Italia (bandiera) | A     | Antonio Bertoli    |
|    | Italia (bandiera) | P     | Francesco Biasatti |
|    | Italia (bandiera) | C     | Remo Costa         |
|    | Italia (bandiera) | A     | Walter D'Odorico   |
|    | Italia (bandiera) | D     | Glauco Ferron      |
|    | Italia (bandiera) | D     | Severino Feruglio  |

| N. |                   | Ruolo | Calciatore          |
| -- | ----------------- | ----- | ------------------- |
|    | Italia (bandiera) | P     | Ramiro Gremese      |
|    | Italia (bandiera) | A     | Angelo Lodolo       |
|    | Italia (bandiera) | D     | Giuseppe Manente    |
|    | Italia (bandiera) | C     | Elio Martinis       |
|    | Italia (bandiera) | A     | Luigi Obuel         |
|    | Italia (bandiera) | D     | Gennarino Ottogalli |
|    | Italia (bandiera) | C     | Silvano Pravisano   |
|    | Italia (bandiera) | C     | Ludovico Tubaro     |